# 월인석보목판
월인석보목판(月印釋譜木板)은 대한민국 충청남도 공주시 계룡면 갑사에 있는, 월인석보를 새겨 책으로 찍어내던 판각으로서 대한민국에 남아있는 것 중 유일한 판목이다. 1974년 12월 31일 대한민국의 보물 제582호로 지정되었다.

## 개요
이 판목은 월인석보(月印釋譜)를 새겨 책으로 찍어내던 판각으로서 대한민국에 남아있는 것 중 유일한 판목이다. 월인석보는 월인천강지곡(月印千江之曲)을 본문으로 하고 석보상절(釋譜詳節)을 설명으로 하여 세조 5년(1459년)에 편찬한 불교대장경이다. 석보는 석가모니불의 연보 즉 그의 일대기라는 뜻이다. 석보상절은 조선 세종 28년(1446년)에 소헌왕후의 명복을 빌기 위해 수양대군(후의 세조)이 불경을 참고하여 지은 것이고, 월인천강지곡은 세종 29년(1447년)에 세종이 석보상절을 읽고 각각 2구절에 따라 찬가를 지은 것이다. 석보상절은 석가모니의 생애를 기록한 석가의 전기이지만 그를 골자로 하여 불교와 제경전을 종횡으로 인용하면서 조직화한 것이며, 월인석보는 여기에 월인천강지곡이라는 한글 찬송까지 덧붙인 종합적인 찬술이다.
월인석보는 본래 57매 233장으로 모두 24권이었다고 하는데, 갑사에는 현재 21권 46매가 전해지고 있으며. 보물로 지정된 것이 31판이고 비지정이 15판이다. 이 판목은 선조 2년(1569년) 충청도 한산에 사는 백개만(白介萬)이 시주하여 활자를 새기고, 충남 논산 불명산 쌍계사에 보관하였다가 현재 갑사에 소장되어 있다. 계수나무에 돋을새김으로 새겼고, 판목의 오른쪽 아래에 시주자의 이름과 새긴 이의 이름이 있다.

## 같이 보기
- 갑사
- 쌍계사
- 월인천강지곡
- 월인석보
- 석보상절

## 참고 자료
- 월인석보목판 - 국가유산청 국가유산포털